# Ватагін Гліб Васильович
Ватагін Гліб Васильович (англ. Gleb Wataghin, 3 листопада 1899, Бірзула зараз Подільськ, Україна  — 10 жовтня 1986, Турин) — італійський фізик, творець великої наукової школи в Бразилії.

## Біографія
Син інженера шляхів сполучення Василя Івановича Ватагіна (1864—1929) і Євгенії Гуляницької. Народився 3 листопада 1899 року в Бірзулі Ананьївського повіту Херсонської губернії (зараз Подільськ, Україна), де його батько служив начальником 3-ї дистанції Південно-Західної залізниці.
Середню освіту здобув в Імператорській Олександрівській гімназії в Києві, де був однокласником Івана Булгакова, молодшого брата відомого письменника. У 1918 році закінчив курс гімназії і вступив до Університету Св. Володимира.
У 1920 році емігрував через Крим і Грецію до Італії й оселився в Турині, де в 1922 році з відзнакою (з максимальними балами) отримав ступінь з фізики, а в 1924 (також з відзнакою і з максимальними балами) — з математики. Італійське громадянство отримав у 1929 р.. З 1925 по 1933 роки викладав фізику і математику в Туринській королівській академії і в Туринської військовій школі. У 1933—1934 роках викладав в Туринському університеті.
У 1934 році Гліб Ватагін прийняв запрошення університету Сан-Паулу і переїхав до Бразилії. Ціла плеяда фізиків Бразилії вирощена Ватагіним: С. Латтес, О. Сала, М. Шенберг та ін.. Створення бразильської наукової школи забезпечувалося також тим, що Ватагін запрошував відомих вчених з усього світу викладати в Бразилії (А. Комптон, Ю. Хідекі, Д. Бома, Р. Фейнмана, Дж. Окк'яліні).
У 1949 році Ватагін повернувся до Італії і став професором Туринського університету. У 1950 році він був обраний в Туринську академію наук, а в 1951 році нагороджений премією Антоніо Фельтрінеллі. За спогадами радянського фізика М. О. Маркова, в 1965 році Ватагін відвідав Радянський Союз для участі в конференції з фізики елементарних частинок в Києві, яка, зокрема, проходила і в будівлі його рідної Олександрівської гімназії. Згодом Гліб Васильович неодноразово відвідував Радянської Союз.
Помер Гліб Ватагін у 1986 році в Турині.

## Праці
Гліб Васильович відомий як першопроходець в області нелокальної квантової теорії поля (Wataghin, 1934), а також своїми видатними роботами в галузі фізики космічних променів (він теоретично передбачив можливість народження декількох вторинних частинок при високих енергіях). Також працював над статистикою частинок при низьких температурах, над питаннями складу зірок в астрофізиці, над нелокальною теорією композитних моделей кварків. Йому (у співавторстві з іншими вченими) належить відкриття адронних злив. Ватагіним і його бразильським колегою О. Сала експериментально знайдено перетин протон-протонної взаємодії високих енергій.

## Вшанування
Іменем Ватагіна названі фізичний факультет університету Кампінас і премія з фізики.

## Основні роботи
- G. Wataghin, Bemerkung über die Selbstenergie der Elektronen, Zeitschrift für Physik 88, pp. 92-98 (1934)
- G. Wataghin, Thermal Equilibrium Between Elementary Particles, Phys. Rev. 63, 137 (1943)
- G. Wataghin, On the Formation of Chemical Elements Inside the Stars, Phys. Rev. 73, 79 (1948)
- M. Panetti, G. Wataghin, Cosmic-Ray Intensity in the Upper Atmosphere, Phys. Rev. 79, pp. 177—178 (1950)